# Patricia Churchland
Patricia Smith Churchland (Oliver, British Columbia, 16. srpnja 1943.) kanadska je filozofkinja.
Udata je za filozofa Paula Churchlanda i uglavnom radi u području koje se bavi filozofijom uma i neurofilozofije. Također se bavi istraživanjima u oblasti neurotike.
Patricia Churchland je studirala na sveučilištima: British Columbia, Pittsburgh kao i na Oxfordu, a predavala je filozofiju u periodu 1969. — 1984. na sveučilištu Manitoba. Od 1984. profesorica je filozofije u San Diegu, na sveučilištu Kalifornija, gdje je od 2013. i emeritus. Churchland postaje poznata kao predstavnik eliminativizma (eliminativnog materijalizma), pravca koji sadrži svakodnevne pojmove poput „vjera“ ili „osjet“ za nedosljedne. Takvi pojmovi nisu kompatibilni s neuroznanosnim razumijevanjem i zbog toga mogu se zamijeniti drugim terminima iz neuroznanosti.

## Vanjske poveznice
- Službene stranice – (engl.)
- „Patricia Churchland“ u Dictionary of the Philosophy of Mind  Arhivirana inačica izvorne stranice od 8. svibnja 2016. (Wayback Machine) – (engl.)
- Portret  Arhivirana inačica izvorne stranice od 4. ožujka 2016. (Wayback Machine) na The Vancouver Sun (engl.)